# Euthanasie de l'enfant
L'euthanasie de l'enfant est une variante d'euthanasie appliquée à des enfants gravement malades ou atteints de sévères affections congénitales. Tout comme l'euthanasie, ce sujet provoque des controverses à l'échelle mondiale ainsi qu'un débat éthique sous l'angle moral, philosophique et religieux.
En 2005, les Pays-Bas deviennent le premier pays qui dépénalise l'euthanasie sur des enfants dont le pronostic est désespéré et qui subissent des souffrances impossibles à apaiser. Neuf ans plus tard, la Belgique modifie sa loi de 2002 sur l'euthanasie pour en étendre les effets aux mineurs.

## Définitions
L'euthanasie est le processus consistant à mettre fin aux jours d'une personne atteinte d'une maladie incurable qui lui inflige des souffrances insupportables. L'euthanasie peut être :
- volontaire, si la personne formule elle-même la demande ou le consentement de mettre fin à ses jours ;
- involontaire, si la personne possède la capacité de consentir, mais n'a pas consenti à l'euthanasie, parce qu'elle ne veut pas mourir ou parce que la question ne lui a pas été posée ;
- non volontaire, dans le cas où la personne n'est pas en état de consentir à l'euthanasie, par exemple si elle est inconsciente ou si le malade est un nourrisson.

D'après Françoise Biotti-Mache, l'euthanasie est dite « active » « quand elle consistera dans un acte volontairement effectué pour donner la mort ; c’est une action directe qui sous-entend l’intention, telle l’administration d’une injection létale ». L'euthanasie dite « passive » « consiste fondamentalement dans une omission. On s’abstient d’entreprendre un traitement ou on l’arrête. On peut également classer ici, le fait de débrancher les dispositifs de survie artificielle. La mort est alors considérée comme une conséquence indirecte de l’acte d’interruption du traitement ou d’arrêt des moyens de survie ».

## Débat éthique
La notion d'euthanasie sur l'enfant provoque des débats animés. Le débat éthique porte sur deux domaines :
- L'euthanasie sur les nouveau-nés et les nourrissons ;
- L'euthanasie sur les mineurs.

### Euthanasie sur les nouveau-nés et les nourrissons

#### Débats sur le protocole de Groningen
Le pédiatre Eduard Verhagen (en), après avoir assisté à des naissances d'enfant atteints de maladies congénitales irréversibles, entame une campagne pour faire évoluer la législation et autoriser l'euthanasie des nourrissons sous des conditions strictes. Il milite en faveur d'un « protocole à l'échelle nationale pour autoriser chaque pédiatre, abordant la question avec toute la prudence nécessaire et conformément à tous les critères », à abréger la vie de patients par esprit de compassion. En 2005, Verhagen et un collègue, le docteur Sauer, font équipe avec des procureurs et rédigent le Protocole de Groningen.
Ce protocole ne concerne pas les nourrissons atteints d'affections ordinaires ou susceptibles d'être soignées. Au contraire, le document vise à alléger le fardeau de l'enfant et de ses parents face à une « vie de douleur insupportable ». D'autres auteurs, comme Joseph Fletcher (en), partisan de l'éthique de situation et militant en faveur de l'euthanasie, proposent que l'infanticide devienne autorisé si un enfant est atteint de graves maladies congénitales. Fletcher déclare que, au contraire des infanticides commis par des personnes profondément perturbées, l'euthanasie de l'enfant gravement atteint devrait être vue comme un prolongement humain, logique et acceptable de l'avortement. Les spécialistes en bioéthique Alberto Giubilini et Francesca Minerva vont encore plus loin car ils soutiennent que tuer un nouveau-né « devrait être autorisé dans tous les cas où l'avortement est permis, y compris les cas où l'enfant n'est pas handicapé ».
Alan Jotkowitz, professeur de médecine à l'université Ben Gourion du Néguev, s'oppose vivement au protocole de Groningen car il estime que l'idée d'« une vie ne valant pas la peine d'être vécue » n'existe pas. Il déclare que le protocole ne précise nulle part que seuls sont concernés les nourrissons atteints d'une maladie au stade terminal et que les rédacteurs du protocole accordent davantage d'importance à la future qualité de vie qu'à l'état présent du bébé. Jotkowitz établit également un parallèle avec l'« euthanasie » des enfants pratiquée par le Troisième Reich dans les années 1940. Eric Kodish et Daniel A. Beals ont comparé l'euthanasie des enfants avec l'infanticide. Selon Kodish, « le concept même qu'il existe un "standard médical acceptable" pour exécuter l'infanticide appelle une résistance par la désobéissance civile ».
Alexander A. Kon, médecin influent dans le domaine des soins intensifs en pédiatrie et de la bioéthique, qui exerce à l'UC San Diego School of Medicine (en), explique que les enjeux éthiques de l'euthanasie néonatale reposent sur l'absence de « libre disposition de soi » chez les nourrissons, contrairement aux adultes. Aussi Kon estime que la justification ne doit s'apprécier qu'au regard du bien-être du patient. Les inquiétudes de Kon, même si elles ne sont pas formulées dans le protocole de Groningen, portent sur l'usage de substances paralysantes (en) que Verhagen emploie sur des nourrissons. En effet, Verhagen a déclaré : « des bloqueurs neuromusculaires ont été fournis peu avant la mort dans cinq cas pour prévenir la suffocation, à la demande des parents dans la majorité des cas ». Kon estime que rendre l'euthanasie plus acceptable par l'usage de ces substances est une attitude indéfendable, même s'il est convaincu que les personnes favorables à l'euthanasie néonatale souhaitent sincèrement aider les bébés au mieux de leurs aptitudes.

#### Consentement parental et obligations médicales
En règle générale, quand la vie d'un nouveau-né est incertaine, ce sont ses parents qui déterminent l'avenir de l'enfant. Les parents et le médecin prennent part ensemble au processus de décision. En cas de désaccord persistant, l'affaire peut être portée devant un tribunal, où la décision est prise. Parmi les éléments pris en compte figurent le coût des traitements et la qualité de vie du nouveau-né. Le coût des traitements recouvre les ressources médicales ainsi que la disponibilité de celles-ci. La qualité de vie du nouveau-né dépend de l'administration du traitement, de sa prolongation ou de son arrêt, qui peut provoquer une euthanasie passive. Cet acte peut aussi constituer un crime selon certaines législations si les parents n'y ont pas consenti. Des débats sont en cours sur le rôle des parents dans le choix d'euthanasier leurs enfants et pour déterminer s'il faut y voir une euthanasie volontaire ou une non volontaire. Dans le cas où la décision est vue comme une euthanasie volontaire, cela signifie que les parents l'ont autorisée et qu'ils ont leur mot à dire concernant la vie de leurs enfants. Si l'euthanasie est considérée comme non volontaire, cela signifie qu'un nourrisson n'est pas capable de formuler un consentement éclairé quant à la procédure.
Jacob M. Appel, expert américain en bioéthique, soutient que l'euthanasie pédiatrique peut se révéler éthique même en l'absence de consentement des parents (en). Selon Douglas S. Diekema, connu pour son rôle dans la thérapie Ashley (en), il existe des situations où les parents agissent contre l'intérêt supérieur de leur enfant et l'État devrait donc avoir la possibilité d'intervenir. Diekema estime que le Harm principle constitue un motif d'intervention des pouvoirs publics, qui pourraient autoriser les médecins de passer outre à la volonté des parents s'il est prouvé que ceux-ci ne s'alignent pas sur les intérêts supérieurs de leur enfant et choisissent, à l'inverse, la procédure qui est la plus préjudiciable à leur enfant.

### L'euthanasie sur les mineurs
L'élargissement du champ d'application aux mineurs de la loi belge de 2002 a fait l'objet à la fois d'importantes critiques et d'un vaste soutien, ce qui a provoqué un autre débat éthique sur l'euthanasie de l'enfant. Luc Bovens (en), professeur de philosophie à la London School of Economics, analyse les trois mouvements s'opposant à l'évolution législative. Dans le premier, des personnes pensent que l'euthanasie en général est indéfendable sur le plan moral. Dans le deuxième groupe, des personnes estiment que la loi de 2002 était suffisante en l'état et que les comités d'éthique des hôpitaux ne devraient s'occuper que de mineurs émancipés au cas par cas. Le troisième mouvement estime que l'application de l'euthanasie aux mineurs est moins acceptable que celle des adultes. Parmi les personnes du troisième groupe, Rovens recense les cinq arguments les plus souvent formulés :
1. Gravité : les mineurs ne sont pas autorisés à voter ni à acheter des cigarettes, alors comment peut-on leur permettre un choix décidant de leur vie et de leur mort ?
2. Capacité de discernement : les mineurs ne sont pas aptes à juger ce qui leur convient le mieux ;
3. Pression : les parents vont faire pression sur leur enfant pour qu'il choisisse l'euthanasie en raison de leurs propres problèmes psychiques ou financiers ;
4. Sensibilité : les mineurs risquent de se montrer trop fragiles face aux exigences parentales ou à l'envie d'apaiser la charge mentale de leurs parents (en) ;
5. Soins palliatifs adéquats : les soins palliatifs peuvent atténuer la souffrance physique d'une personne au stade terminal d'une maladie ; or, c'est la médiocrité des soins palliatifs disponibles qui encourage les patients à réclamer l'euthanasie.

Roven estime que ces cinq arguments ne pèsent guère dans le débat ; toutefois, il se rallie à l'avis de maintenir les restrictions liées à l'âge des malades et la préséance des comités d'éthique hospitaliers dans le traitement des demandes individuelles émanant de mineurs.
Les partisans de la nouvelle loi pensent que cette modification permet d'éliminer la discrimination, qu'elle clarifie le cadre juridique et qu'elle harmonise les pratiques médicales et le processus de décision. Avant les amendements, l'euthanasie ne pouvait être appliquée qu'aux mineurs émancipés mais pas aux mineurs qui, bien que non-émancipés, étaient considérés comme jouissant de leurs facultés de discernement. Les personnes favorable à l'euthanasie de l'enfant considèrent que cette différence est injuste, car elles croient que les mineurs non émancipés peuvent disposer de facultés identiques à celles des mineurs émancipés, ce qui signifie qu'ils peuvent aussi éprouver des souffrances tout aussi graves Verhagen supports this, with the claim that an age restriction of a certain number of years is arbitrary in nature, and that "self-determination knows no age limit.". En outre, toujours selon les partisans de l'élargissement, la nouvelle législation permet de clarifier les responsabilités des médecins qui soignent des mineurs dont la maladie atteint la phase terminale, ce qui permet de réduire les comportements illégaux et d'harmoniser le processus de prise de décision pour les médecins.

## Opinions chez les médecins
Des médecins sont associés à la prise de décision concernant des bébés nés très prématurés ou atteints de handicap sévère, avec des lésions neurologiques et la mauvaise qualité de vie qui les attend ; cet enjeu essentiel pour les soignants offre un autre angle quant à la question bioéthique de l'euthanasie de l'enfant. En 2017, une enquête a examiné les décisions relatives aux soins de fin de vie (en) prises par des néonatalogues en Argentine. Le questionnaire s'enquérait de leurs méthodes face à des nouveau-nés en soins intensifs. Les résultats indiquent que plus de 75 % des répondants entament un traitement pour les nourrissons prématurés dont le pronostic est indéterminé en se fondant sur la viabilité du bébé. Par ailleurs, 80 % des médecins retirent les traitements qui ne procurent aucune issue favorable. L'analyse de Silberberg et Gallo illustre que les sentiments qu'éprouvent les soignants face à l'euthanasie des nourrissons comportent des variations selon les convictions de chacun mais que, toutefois, la grande majorité de ces mêmes médecins interrompent des soins indispensables à la vie si aucune amélioration n'est observée.

## Euthanasie de l'enfant par pays

### Belgique
En 2002, la Belgique légalise l'euthanasie pour des adultes malades en phase terminale. À ce moment, l'euthanasie ne concerne que des citoyens âgés d'au moins 18 ans ou, dans de rares circonstances, les mineurs émancipés. Au cours des années suivantes, le débat sur l'euthanasie s'élargit à l'application de la législation sur les mineurs. Le 13 février 2014, un amendement est ajouté sur la loi de 2002 et il devient autorisé de pratiquer l'euthanasie sur des mineurs, quel que soit leur âge, à condition qu'ils correspondent à des critères précis. Selon cet amendement, les mineurs qui demandent l'euthanasie doivent démontrer leur capacité à appréhender leur situation s'ils se trouvent dans « une situation médicale sans issue de souffrance physique constante et insupportable qui ne peut être apaisée et qui entraîne le décès à brève échéance, et qui résulte d’une affection accidentelle ou pathologique grave et incurable ». Néanmoins, les dispositions présentent des différences entre adultes et mineurs : d'une part, la loi veut que seules les souffrances physiques soient un argument valable dans le cas des mineurs, tandis que pour les adultes et mineurs émancipés, les conditions s'étendent aux souffrances psychiques. D'autre part, la loi précise que la mort présumée d'un mineur doit intervenir à court terme, alors que les adultes ne sont limités par aucune temporalité. Enfin, dans le cas des mineurs, il est nécessaire d'obtenir l'avis signé de plusieurs médecins et de responsables légaux pour démontrer que le patient est capable de discernement afin de montrer que l'enfant comprend sa situation ainsi que sa décision de mourir.
Le 13 février 2014, la Belgique devient le premier pays qui autorise l'euthanasie volontaire des enfants sans restriction d'âge. Il existe néanmoins des conditions. Depuis l'entrée en vigueur de la législation et août 2018, trois enfants sont morts par euthanasie en Belgique.

### Canada
Les loi fédérales et provinciales du Canada distinguent entre l'aide médicale à mourir de l'enfant, une forme d'euthanasie active qui demeure interdite par la loi fédérale et le refus de soins par le consentement substitué des parents, c'est-à-dire une euthanasie passive de l'enfant qui est autorisée par les lois de certaines provinces.
Dans l'affaire Robert Latimer, la mort de Tracy Latimer était revendiquée par M. Latimer comme une euthanasie de l'enfant par son père et un homicide par compassion, mais autant à l'époque qu'aujourd'hui, cela serait considéré comme un meurtre par le Code criminel parce que la possibilité de pratiquer l'euthanasie active est présentement limitée au personnel médical autorisé par la loi. À l'époque où Latimer a tué sa fille, l'euthanasie active était interdite dans tous les cas, mais de nos jours elle n'est autorisée que lorsqu'elle est effectuée par les médecins et infirmiers sur des majeurs et dans des circonstances bien définies, donc un membre de la famille ne peut pas lui-même pratiquer l'euthanasie active de son enfant sans risquer d'être accusé de meurtre.

#### Interdiction de l'aide médicale à mourir de l'enfant
Depuis la dépénalisation de l'euthanasie par le personnel médical en 2016, l'aide médicale à mourir n'est disponible qu'aux personnes âgées de 18 et plus, d'après l'art. 241.2 (1) b) du Code criminel. L'aide médicale à mourir de l'enfant est donc interdite par la loi; cela reste un homicide coupable dans la mesure où l'aide médicale à mourir est une exception à la règle voulant que causer volontairement la mort d'un être humain est un l'homicide coupable (art. 227 C.cr.) et que l'euthanasie de l'enfant n'entre jamais dans le cadre de cette exception. Un médecin qui donne l'aide médicale à mourir à un enfant peut donc théoriquement être accusé de meurtre ou d'homicide involontaire coupable (art. 222 (4) C.cr.).
Il existe toutefois des groupes influents qui sont favorables à l'extension de l'aide médicale à mourir aux mineurs, dont le Collège des médecins du Québec.
L'aide médicale à mourir de l'enfant n'est pas simplement un non-respect des mesures de sauvegarde (art. 241.3 C.cr.). Les mesures de sauvegarde s'apparentent à des conditions de forme et elles sont à l'art. 241.2 (3) b) à h) C.cr. Au contraire, être majeur est une condition de fond de l'aide médicale à mourir visée à l'art. 242.1 (1) C.cr et 241.2 (3) a) C.cr., tout comme le consentement libre et éclairé. La violation des conditions de fond peut en conséquence entraîner des sanctions plus sévères que ce qui est prévu à la disposition sur la violation des mesures de sauvegarde.

#### Refus de soins médicaux à l'enfant par consentement substitué des parents
En pratique cependant, beaucoup de décisions relatives à l'euthanasie de l'enfant sont prises en vertu des règles de consentement substitué de la common law ou du droit civil, plutôt qu'en vertu des règles de droit pénal d'aide médicale à mourir décrites ci-dessus. Par exemple, dans l'affaire Joseph Maraachli, un tribunal ontarien a conclu que les parents avaient fait preuve d'un refus injustifié de consentir à l'arrêt des soins médicaux de leur enfant.
Dans le Code civil du Québec, les règles de consentement substitué ne prévoient pas explicitement des cas d'euthanasie car la loi a été rédigée en 1991 et n'a pas été modifiée en profondeur depuis. Le mineur de moins de 14 ans ne peut pas consentir seul à des soins, tandis que le mineur de plus de 14 ans peut (art. 14 al. 2 C.c.Q.). Toutefois, l'article 5 de la Loi concernant les soins de fin de vie prévoit que « dans la mesure prévue par le Code civil, le mineur de 14 ans et plus et, pour le mineur ou le majeur inapte, la personne qui peut consentir aux soins pour lui peuvent également prendre une telle décision ». Cette disposition concerne le refus des soins dans des circonstances rares où le mineur est déjà en fin de vie, par exemple un bébé dont les médecins ne donnent aucune chance de survie, plutôt que l'aide médicale à mourir. En vertu de l'article 26 de la loi provinciale, l'aide médicale à mourir n'est disponible qu'aux majeurs, comme dans la loi fédérale.
En cas de refus injustifié des soins par les parents, le tribunal peut intervenir pour imposer des soins à l'enfant (art. 16 (1) C.c.Q.). L'article 12 al.2 C.c.Q. crée aussi une obligation pour les parents qui consentent pour leur enfant de s'assurer que les soins seront bénéfiques, ce qui pose une limite à l'acharnement thérapeutique.
En outre, en cas de refus injustifié de soins par les parents, une infraction pénale appelée omission de fournir les choses nécessaires à la vie (art. 215 (2) C.cr.) peut trouver application (cf. l'arrêt R. c. Goforth, concernant les directives au jury dans le contexte de cette infraction).

### États-Unis
Aux  États-Unis, l'euthanasie demeure illégale pour tous les enfants, quel que soit l'âge.

#### Le docteur Haiselden et le bébé Bollinger
Le bébé Bollinger est né en 1915 à l'hôpital allemand-américain de Chicago, dans l'Illinois. L'enfant est atteint de plusieurs anomalies physiques et le chirurgien  Harry J. Haiselden (en) conseille à ses parents de le soumettre à une intervention chirurgicale susceptible de sauver la vie de leur enfant. Cinq jours après l'opération, l'enfant décède.
Haiselden fait part de cette situation au public lors d'une conférence de presse pour défendre les parents Bollinger ; il déclare qu'une mort miséricordieuse est plus humaine qu'une vie de souffrances et qu'il est de notre devoir de préserver la société du fardeau de certains handicaps. Haiselden attire aussi bien les soutiens que les détracteurs de son plaidoyer pour l'euthanasie aux États-Unis. Contrairement à Jack Kevorkian, Haiselden n'a pas aidé de malades souhaitant être euthanasiés. Au contraire, Haiselden a choisi de pratiquer des euthanasies sur des bébés atteints de déformations congénitales et entame une campagne agressive pour soutenir ses idées. Après l'affaire du bébé Bollinger, Haiselden commence à pratiquer la rétention de traitements essentiels sur d'autres bébés avec handicap, en parallèle de sa campagne en faveur de l'euthanasie des personnes malades en phase terminale.

#### Loi Baby Doe
Le 9 avril 1982, à Bloomington dans l'Indiana, le « bébé Doe » vient au monde avec un syndrome de Down et une fistule œsotrachéale (en). Les parents du bébé ainsi que l'obstétricien sont conscients que l'opération pour réduire cette anomalie correspond à une procédure normalisée et constitue un remède essentiel à la survie de l'enfant ; néanmoins ils décident de ne pas faire pratiquer l'intervention. Cette décision, à laquelle s'opposent d'autres médecins, aboutit à un procès judiciaire. Le Cour conclut que les parents sont libres de refuser la chirurgie dont leur enfant a besoin en raison des avis contrastés parmi les experts médicaux de l'hôpital. Le bébé Doe meurt six jours plus tard. Cette affaire ne tarde pas à provoquer un débat d'ampleur nationale et attire l'attention de Charles Everett Koop, chirurgien général américain. Koop, qui soutient une position pro-vie et qui a pris sa retraite après une carrière de chirurgien pédiatrique, dénonce le jugement du tribunal.
Un an plus tard, l'administration de Ronald Reagan organise une nouvelle réglementation en créant des Baby Doe Squads et des lignes d'appel gratuites pour répondre aux plaintes concernant des maltraitances éventuelles sur de nourrissons avec handicap. Cette mesure, surnommée Baby Doe Law (en), est ensuite abrogée. En 1984, le Congrès ajoute de nouveaux amendements au Child Abuse Prevention and Treatment Act (en) pour interdire la rétention de soins médicaux indispensables à la survie, en mentionnant explicitement « la nutrition, l'hydratation et les médicaments appropriés » envers les nouveau-nés avec handicap, excepté si « A) l'enfant est dans un état de coma chronique et irréversible B) l'application des soins risque de (i) seulement prolonger l'agonie (ii) se montrer inefficace pour améliorer ou corriger toutes les maladies mortelles dont l'enfant est atteint ou (iii) relever de l'acharnement thérapeutique sans effet notable sur la survie de l'enfant ou si C) l'application des traitements serait pratiquement inutile pour la survie de l'enfant et le traitement lui-même, compte tenu des circonstances, serait inhumain ».

### Pays-Bas
L'euthanasie est légale aux Pays-Bas pour les enfants âgés de 12 à 16 ans, sous réserve expresse du consentement du patient et de ses parents. Les mineurs de 16 à 18 ans n'ont pas besoin du consentement de leurs parents, toutefois ceux-ci doivent être associés au processus de décision. L'euthanasie est aussi légale sur les bébés jusqu'à leur premier anniversaire si les parents y consentent. Les conditions sont que le malade subisse des « souffrances insupportables et continues » et qu'au moins deux médecins approuvent la procédure. Eduard Verhagen (en) a recensé plusieurs cas d'euthanasie sur des nourrissons et initié la rédaction du protocole de Groningen (en), qui concerne la procédure à suivre pour les nourrissons ; les procureurs s'abstiennent de poursuites si ce protocole est respecté,.
Ce protocole a inspiré une réaction fortement critique de la part d'Elio Sgreccia, directeur de Académie pontificale pour la vie.

### Royaume-Uni
En 2006, le Nuffield Council on Bioethics (en) lance une enquête sur les soins intensifs appliqués aux fœtus et aux nouveau-nés afin de s'informer des enjeux éthiques, sociaux et légaux susceptibles de se présenter dans les décisions relatives aux traitements de bébés grands prématurés.
Le Royal College of Obstetricians and Gynaecologists (en) préconise la tenue d'un débat public axé sur les possibilités de « non-réanimation, de la décision d'un retrait de soins, de l'intérêt supérieur de l'enfant et de l'euthanasie active » pour les « nouveau-nés les plus gravement malades ». Le même College déclare qu'il convient de débattre d'une éventuelle légalisation sur une « intervention délibérée » pour provoquer la mort de nouveau-nés atteints de handicaps sévères ; le College affirme que ces mesures pourraient aussi réduire le nombre d'avortements tardifs, « car certains parents seraient plus rassurés sur la poursuite d'une grossesse et sur le risque qu'ils prennent quant au résultat ». En réponse à ces propositions, Pieter Sauer, pédiatre néerlandais, soutient que les néonatologues britanniques pratiquent déjà des euthanasies et devraient avoir l'autorisation d'agir ouvertement.
Dans le cadre de l'enquête, les documents présentés par l'Église d'Angleterre annonce que, dans des circonstances exceptionnelles, les médecins devraient avoir le droit de ne pas soigner des nouveau-nés atteints de handicap sévère ; le Christian Medical Fellowship (en) déclare que si le traitement devient « un fardeau », alors la décision n'est pas une euthanasie,,.